# Jacques Loussier

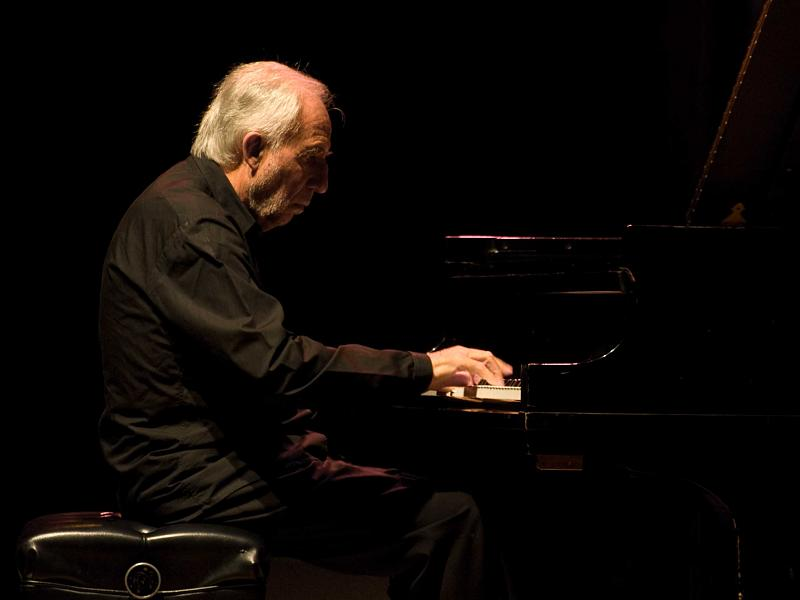
Jacques Loussier en 2008

Jacques Loussier (Angers, 26 de octubre de 1934-Blois, 5 de marzo de 2019) fue un pianista y compositor francés.

## Trayectoria artística
Su talento se manifestó precozmente cuando tenía 10 años. Se inició en la composición musical a los 16, mientras era estudiante del maestro Yves Nat en el Conservatoire National de Musique de París.Fue reconocido por sus interpretaciones jazzísticas de las obras de Johann Sebastian Bach. De esta combinación de música barroca con el contemporáneo jazz, dentro del espíritu de la llamada Third stream, nació el Trio Play Bach, con Pierre Michelot en el contrabajo y Christian Garros en la percusión. Especializados en revitalizar los tesoros del maestro Bach, han vendido más de seis millones de álbumes. En 1985 refundó el Play Bach Trio con dos nuevos compañeros: André Arpino, en la percusión, y Vincent Charbonnier, en el contrabajo. Charbonnier, luego de sufrir un accidente vascular que afectó la movilidad de su mano izquierda y le impidió seguir tocando el contrabajo, fue sustituido por Benoit Dunoyer de Segonzac en 1998 (Ricardo Abdahllah, "La música es algo más físico que intelectual" en Arcadia, no. 36, Colombia, sept. 2008, p. 23).
En sus últimas grabaciones incorporó piezas de Claude Debussy (Prélude à l'après-midi d'un faune, Clair de lune), Maurice Ravel (Boléro), Erik Satie (Gymnopédie, Gnossienne), Antonio Vivaldi, Frédéric Chopin, George Frideric Handel, Ludwig van Beethoven y Wolfgang Amadeus Mozart. Además publicó en el álbum Boléro (1999) su propia suite neoimpresionista titulada Les Nymphéas, alusión a los cuadro del pintor francés Claude Monet. Loussier participó también en la composición de música en varias producciones cinematográficas francesas.
Músico que, basado en su gran capacidad técnica, logró crear con originalidad y creatividad un nuevo estilo. No en vano el musicólogo francés Bernard Gavoty ha declarado: «Loussier, ¿el mejor pianista del mundo? En su género, sin ninguna duda».
Jacques Loussier murió el 5 de marzo de 2019 a los 84 años.